# La Présentation au Temple (Fontana)
Pour les articles homonymes, voir La Présentation au Temple.
La Présentation au Temple est un tableau réalisé en 1586 par la peintre italienne Lavinia Fontana. De format vertical, cette huile sur toile est une peinture chrétienne qui représente la Présentation de Jésus au Temple, avec deux colombes et un petit chien dans l'angle inférieur droit de la composition.
Offerte à la chapelle Notre-Dame de Bon Secours en 1869, l'œuvre est conservée depuis 1994 au musée Antoine-Vivenel de Compiègne, dans l'Oise, en France. Il existe dans une collection privée une autre version du tableau, sans le chien.